# 노삿푸곶

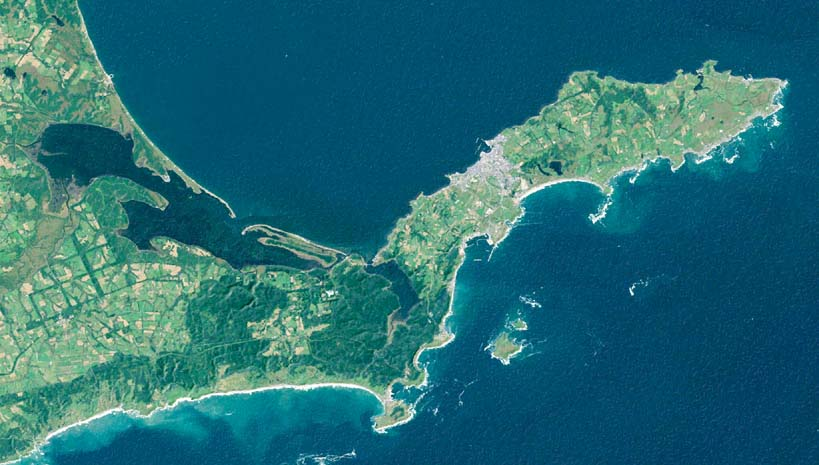
랜드셋 이미지

노삿푸곶(일본어: 納沙布岬)은 홋카이도 네무로시에 위치한 네무로반도에 있는 곶으로, 일반인들이 접근이 가능한 일본의 최동단 지점이다. 쿠릴 열도 분쟁에 대한 역사적 관계가 깊은 곳이며, 가장 유명한 관광 명소로는 노삿푸미사키 등대가 있으며, 그 등대는 1872년에 설치되었다.

## 갤러리

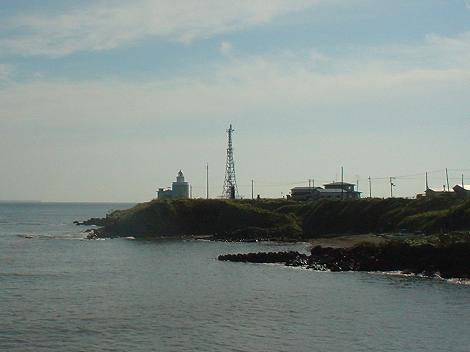
노삿푸곶의 등대
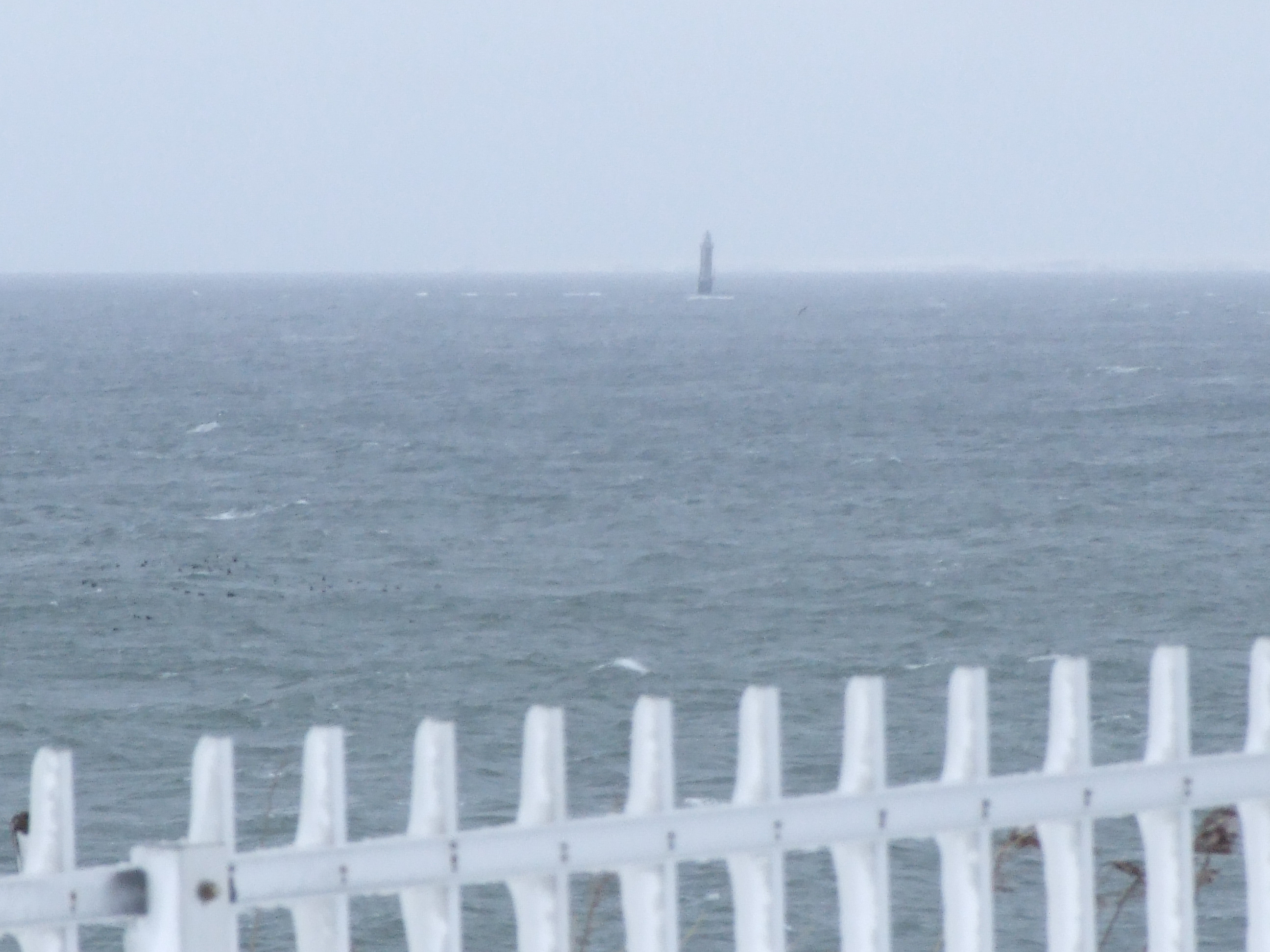
노삿푸곶에서 바라본 시그날니섬의 모습